# Josef Malinský

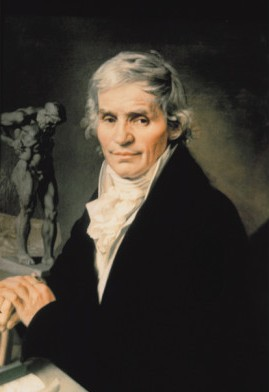
Josef Malinský (Porträt von Antonín Machek)

Josef Malinský (auch Maličký, Malinsky) (* 14. März 1752 in Brnian; † 9. Juli 1827 in Prag) war ein böhmischer Bildhauer und Schnitzer.
Malinsky gehört zu Bildhauern des empiristischen Klassizismus. Seine Lehrjahre verbrachte er beim Bildhauer Antonín Wytkup in Leitmeritz, war dann als Holz- und Elfenbeinschnitzer tätig. Seine ersten Statuen waren durch die Tradition des 18. Jahrhunderts beeinflusst, die nachfolgenden Werke durch den Wiener Akademismus.
Er bewunderte antike Ideale und nahm diese als Vorlage für einige Grabstatuen, so zum Beispiel bei der Kirche der Hl. Jungfrau Maria in Altbunzlau, sowie in Chotoviny, auf dem Prager Olšany-Friedhof oder in Krumau.